# Haʻano (Insel)
Haʻano (auch: Haaono) ist eine Insel am Nordrand der Inselgruppe Haʻapai im Pazifik. Sie gehört politisch zum gleichnamigen Distrikt Haʻano im Königreich Tonga.

## Geographie
Das Motu bildet die Nordspitze des Riffsaums zu dem auch die Hauptinseln Foa, Lifuka und Uoleva gehören.
Nordöstlich befindet sich die Bethune Bank, die nächstgelegenen Inseln im Westen sind Luahoko und Puleieia. Nur ein schmaler Kanal trennt Haʻano vom südlich gelegenen Nukunamu. Auf der Insel liegen die vier Siedlungen Muitoa, Haʻano, Pukutala und Fakaka; der Inselteil Selila gilt als eigene Insel.
Im Jahr 2021 lebten 380 Einwohner auf Haʻano.

## Klima
Das Klima ist tropisch heiß, wird jedoch von ständig wehenden Winden gemäßigt. Ebenso wie die anderen Inseln der Haʻapai-Gruppe wird Haʻano gelegentlich von Zyklonen heimgesucht.